# Gulpener Oud Bruin
Gulpener Oud Bruin is een Nederlands bier van lage gisting, dat wordt gebrouwen in Gulpen, bij de Gulpener Bierbrouwerij. 
Het bier, in de volksmond ook wel Donker genoemd, is een diep bruinrood bier met een laag alcoholpercentage.